# 阿米巴性阴道炎
阿米巴性阴道炎（英語：Amebic vaginitis），是由溶组织阿米巴滋养体引起的一种罕见阴道炎，它多继发于肠道感染。
主要症状为阴道分泌物呈血性浆液性或黏液脓性，有腥臭味，常伴有外阴及阴道疼痛、性交疼痛。检查见外阴、阴道至宫颈上可见典型的溃疡一其边缘不整齐，显著突起，溃疡表面覆以黄棕色坏死物，易出血。个别由于结缔组织恶化，呈现肿瘤增生。